# Arev Petrossian
Pour les articles homonymes, voir Petrossian.
Arev Petrossian (en arménien Արև Պետրոսյան), née le 6 mai 1972 à Erevan, alors en république socialiste soviétique d'Arménie, est une peintre arménienne.

## Galerie

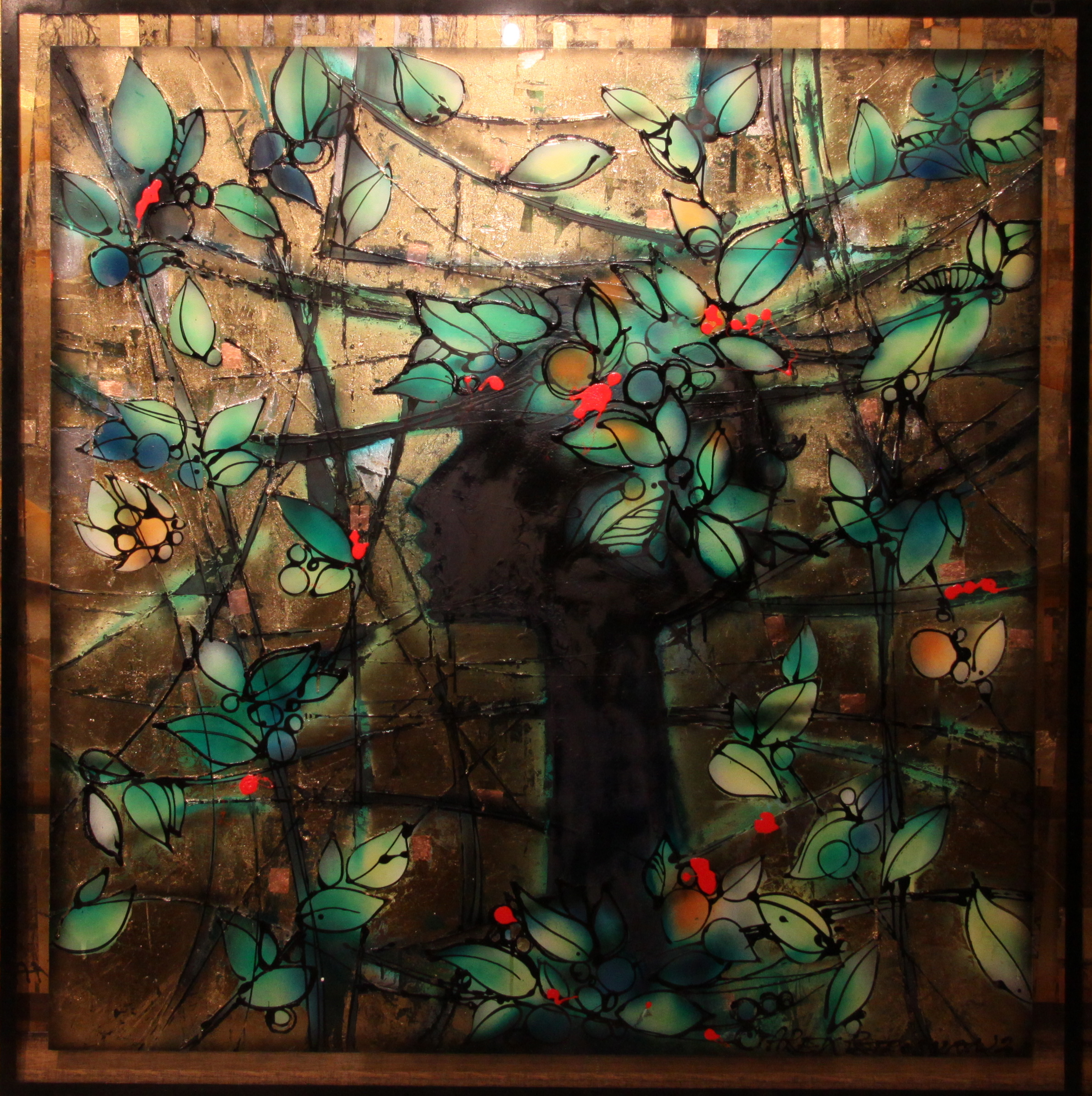
Été, 2011
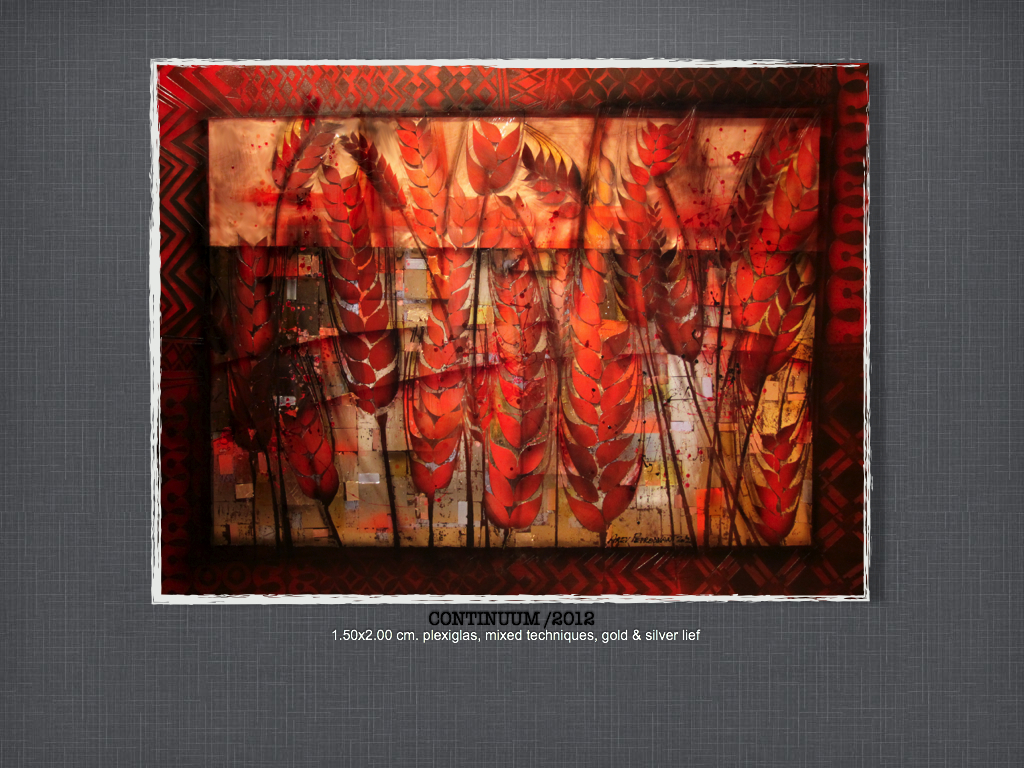
Continuum, 2012
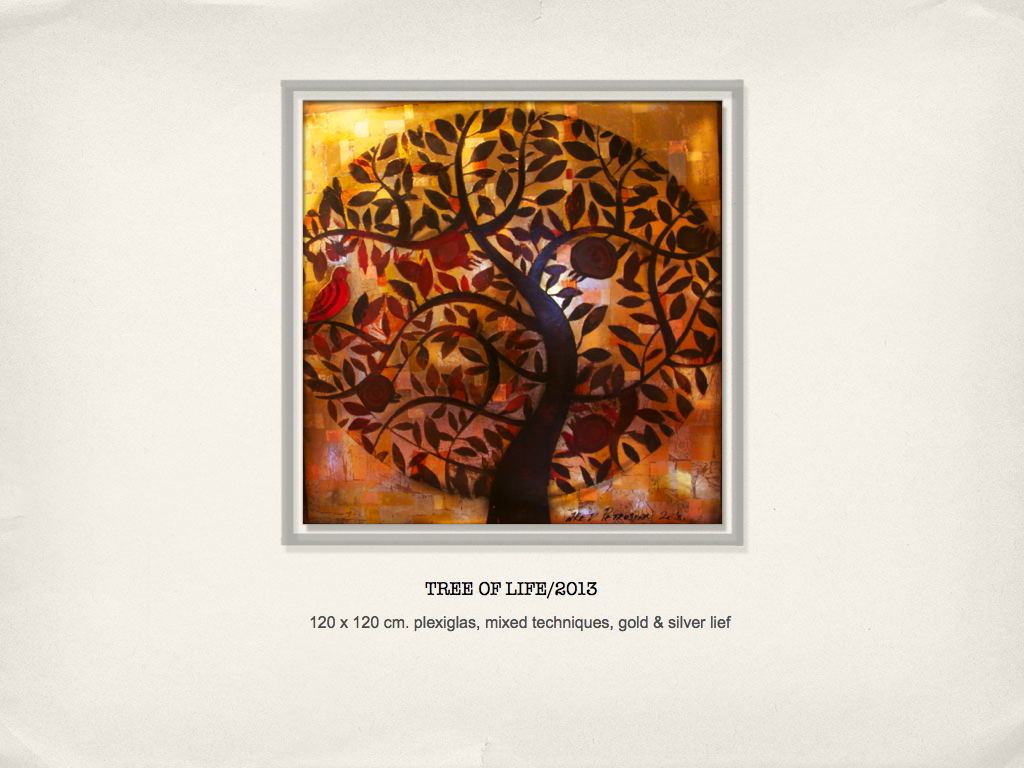
Arbre de vie, 2013
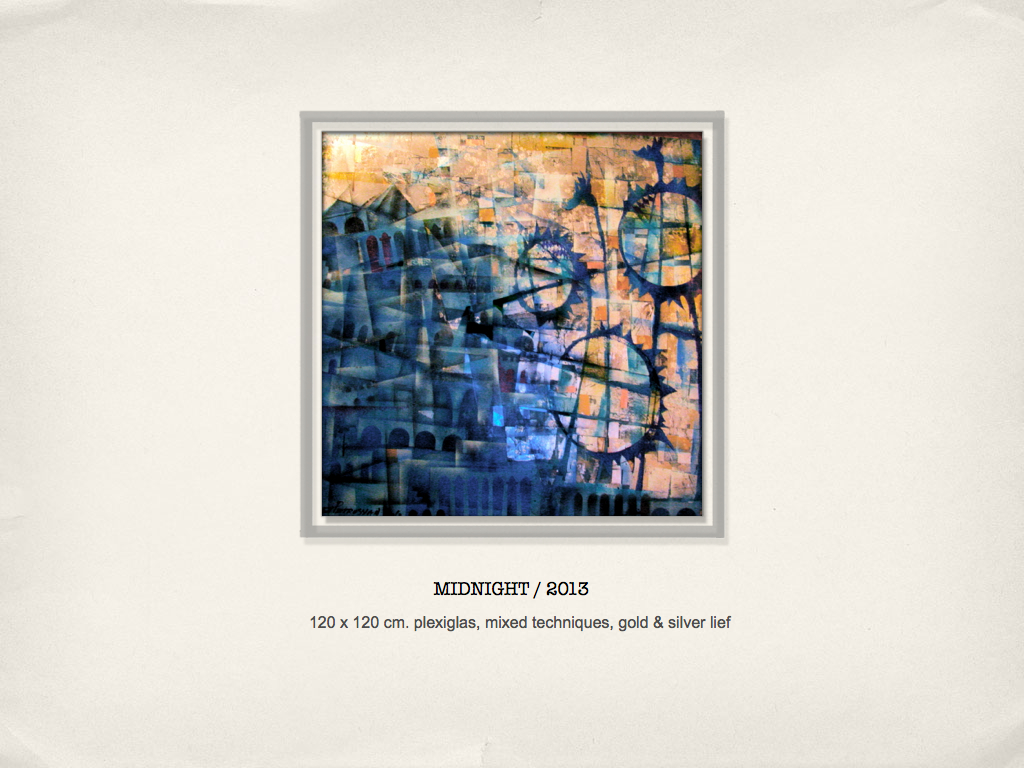
Minuit, 2013

## Source
- (en) Cet article est partiellement ou en totalité issu de l’article de Wikipédia en anglais intitulé « Arev Petrosyan » (voir la liste des auteurs).